# あせび公園
あせび公園（あせびこうえん）は、徳島県板野郡板野町の大坂峠（鉢伏山）に位置する公園。

## 概要
1980年（昭和55年）、置県（徳島県発足）100年事業として整備された。
延長610mの遊歩道の両側にアセビが植えられ、その両側が公園として整備されており、園内には2,000本のアセビが自生する。このアセビの木は、「板野町の木」に指定されている。
頂上にある大坂峠展望台からは香川県や徳島市を一望できる。麓にはあせび温泉がある。

## 施設
- 馬酔木の径（こみち） - 遊歩道
- 大坂峠展望台

など

## 交通
- JR高徳線阿波大宮駅下車、徒歩約1時間または車で約10分。
- JR高徳線板野駅より車で約20分。